# مرسيدس بنز فان
مرسيدس بنز فان (بالإنجليزية: Mercedes-Benz Vaneo) هي سيارة من صناعة دايملر كرايسلر أنتجت في 2002م وتوقف إنتاجها في 2005م.